# Чемпионат СССР по хоккею с мячом 1984/1985
37-й чемпионат СССР по хоккею с мячом проходил с 23 ноября 1984 года по 14 марта 1985 года.
В высшей лиге играли 14 команд. Сыграно 182 матча, в них забито 1293 мяча.
Чемпионом СССР в шестой раз подряд стала команда «Енисей» (Красноярск).

## Высшая лига
| М  | Команда                            | 1        | 2       | 3       | 4        | 5        | 6       | 7        | 8        | 9        | 10       | 11       | 12       | 13      | 14      | В  | Н | П  | Мячи             | О  |
| -- | ---------------------------------- | -------- | ------- | ------- | -------- | -------- | ------- | -------- | -------- | -------- | -------- | -------- | -------- | ------- | ------- | -- | - | -- | ---------------- | -- |
| 1  | «Енисей» (Красноярск)              |          | 4:5 1:0 | 5:3 3:8 | 5:1 0:3  | 3:2 2:2  | 6:0 1:3 | 6:1 5:3  | 6:5 3:3  | 7:2 4:4  | 9:0 6:0  | 9:2 1:1  | 16:3 6:1 | 2:1 0:4 | 3:2 1:1 | 17 | 4 | 5  | 116 — 60 = + 56  | 38 |
| 2  | «Зоркий» (Красногорск)             | 0:1 5:4  |         | 3:2 3:6 | 6:3 1:2  | 6:2 4:4  | 3:3 5:4 | 8:2 4:3  | 5:3 3:4  | 5:1 1:4  | 5:1 4:4  | 8:2 3:3  | 5:3 8:1  | 8:1 4:1 | 3:5 6:3 | 16 | 4 | 6  | 116 — 72 = + 44  | 36 |
| 3  | СКА (Хабаровск)                    | 8:3 3:5  | 6:3 2:3 |         | 3:1 4:2  | 4:2 1:3  | 3:1 3:3 | 4:4 5:3  | 7:2 5:4  | 3:1 3:4  | 6:2 3:3  | 7:3 −:+* | 6:3 2:4  | 3:1 2:4 | 9:3 3:4 | 15 | 3 | 8  | 105 — 71 = + 34  | 33 |
| 4  | «Динамо» (Москва)                  | 3:0 1:5  | 2:1 3:6 | 2:4 1:3 |          | 3:1 1:4  | 2:2 2:2 | 4:3 4:5  | 6:3 2:2  | 3:1 3:4  | 4:1 4:3  | 10:4 2:3 | 4:1 1:2  | 4:2 2:1 | 9:1 2:5 | 13 | 3 | 10 | 84 — 69 = + 15   | 29 |
| 5  | «Волга» (Ульяновск)                | 2:2 2:3  | 4:4 2:6 | 3:1 2:4 | 4:1 1:3  |          | 2:0 4:4 | 10:6 2:8 | 8:3 4:4  | 4:2 4:4  | 2:0 2:2  | 1:6 4:0  | 0:1 3:2  | 6:4 3:7 | 2:0 2:3 | 11 | 6 | 9  | 83 — 80 = + 3    | 28 |
| 6  | «Строитель» (Сыктывкар)            | 3:1 0:6  | 4:5 3:3 | 3:3 1:3 | 2:2 2:2  | 4:4 0:2  |         | 3:2 3:5  | 4:3 4:8  | 3:0 2:2  | 5:1 3:3  | 1:0 2:7  | 5:1 4:4  | 7:0 1:2 | 3:2 1:2 | 9  | 8 | 9  | 73 — 73 = 0      | 26 |
| 7  | «Старт» (Горький)                  | 3:5 1:6  | 3:4 2:8 | 3:5 4:4 | 5:4 3:4  | 8:2 6:10 | 5:3 2:3 |          | 9:6 2:6  | 6:2 5:3  | 10:4 3:7 | 11:2 0:1 | 14:6 5:6 | 9:4 6:3 | 4:5 5:6 | 11 | 1 | 14 | 134 — 119 = — 15 | 23 |
| 8  | СКА (Свердловск)                   | 3:3 5:6  | 4:3 3:5 | 4:5 2:7 | 2:2 3:6  | 4:4 3:8  | 8:4 3:4 | 6:2 6:9  |          | 5:0 2:3  | 10:5 2:3 | 6:2 1:5  | 8:1 3:4  | 9:2 5:6 | 4:3 4:3 | 10 | 3 | 13 | 115 — 105 = + 10 | 23 |
| 9  | «Динамо» (Алма-Ата)                | 4:4 2:7  | 4:1 1:5 | 4:3 1:3 | 4:3 1:3  | 4:4 2:4  | 2:2 0:3 | 3:5 2:6  | 3:2 0:5  |          | 8:4 0:5  | 12:2 2:4 | 6:2 1:12 | 3:2 0:6 | 6:1 2:1 | 10 | 3 | 13 | 77 — 99 = — 22   | 23 |
| 10 | «Вымпел» (Калининград Моск. обл.)  | 0:6 0:9  | 4:4 1:5 | 3:3 2:6 | 3:4 1:4  | 2:2 0:2  | 3:3 1:5 | 7:3 4:10 | 3:2 5:10 | 5:0 4:8  |          | 5:2 1:2  | 6:0 4:3  | 8:2 2:1 | 6:4 3:4 | 9  | 4 | 13 | 83 — 104 = — 21  | 22 |
| 11 | «Юность» (Омск)                    | 1:1 2:9  | 3:3 2:8 | +:- 3:7 | 3:2 4:10 | 0:4 6:1  | 7:2 0:1 | 1:0 2:11 | 5:1 2:6  | 4:2 2:12 | 2:1 2:5  |          | 1:2 2:5  | 1:0 2:8 | 9:4 2:5 | 10 | 2 | 14 | 68 — 110 = — 42  | 22 |
| 12 | «Уральский трубник» (Первоуральск) | 1:6 3:16 | 1:8 3:5 | 4:2 3:6 | 2:1 1:4  | 2:3 1:0  | 4:4 1:5 | 6:5 6:14 | 4:3 1:8  | 12:1 2:6 | 3:4 0:6  | 5:2 2:1  |          | 7:6 2:3 | 5:0 1:5 | 10 | 1 | 15 | 82 — 124 = — 42  | 21 |
| 13 | «Кузбасс» (Кемерово)               | 4:0 1:2  | 1:4 1:8 | 4:2 1:3 | 1:2 2:4  | 7:3 4:6  | 2:1 0:7 | 3:6 4:9  | 6:5 2:9  | 6:0 2:3  | 1:2 2:8  | 8:2 0:1  | 3:2 6:7  |         | 7:2 4:1 | 10 | 0 | 16 | 82 — 99 = — 17   | 20 |
| 14 | «Родина» (Киров)                   | 1:3 2:3  | 3:6 5:3 | 4:3 3:9 | 5:2 1:9  | 3:2 0:2  | 2:1 2:3 | 6:5 5:4  | 3:4 3:4  | 1:2 1:6  | 4:3 4:6  | 5:2 4:9  | 5:1 0:5  | 1:4 2:7 |         | 10 | 0 | 16 | 75 — 108 = — 33  | 20 |

1. В верхних строках таблицы приведены результаты домашних матчей, а в нижних-результаты игр на выезде.

## Итоговая таблица чемпионата
| Команда                                | И  | В  | Н | П  | М       | О  |
| -------------------------------------- | -- | -- | - | -- | ------- | -- |
| 1. «Енисей» (Красноярск)               | 26 | 17 | 4 | 5  | 116:60  | 38 |
| 2. «Зоркий» (Красногорск)              | 26 | 16 | 4 | 6  | 116:72  | 36 |
| 3. СКА (Хабаровск)                     | 26 | 15 | 3 | 8  | 105:71  | 33 |
| 4. «Динамо» (Москва)                   | 26 | 13 | 3 | 10 | 84:69   | 29 |
| 5. «Волга» (Ульяновск)                 | 26 | 11 | 6 | 9  | 83:80   | 28 |
| 6. «Строитель» (Сыктывкар)             | 26 | 9  | 8 | 9  | 73:73   | 26 |
| 7. «Старт» (Горький)                   | 26 | 11 | 1 | 14 | 134:119 | 23 |
| 8. СКА (Свердловск)                    | 26 | 10 | 3 | 13 | 115:105 | 23 |
| 9. «Динамо» (Алма-Ата)                 | 26 | 10 | 3 | 13 | 77:99   | 23 |
| 10. «Вымпел» (Калининград Моск. обл.)  | 26 | 9  | 4 | 13 | 83:104  | 22 |
| 11. «Юность» (Омск)                    | 26 | 10 | 2 | 14 | 68:110  | 22 |
| 12. «Уральский трубник» (Первоуральск) | 26 | 10 | 1 | 15 | 82:124  | 21 |
| 13. «Кузбасс» (Кемерово)               | 26 | 10 | 0 | 16 | 82:99   | 20 |
| 14. «Родина» (Киров)                   | 26 | 10 | 0 | 16 | 75:108  | 20 |

## Составы команд и авторы забитых мячей
1. «Енисей» (Красноярск) (21 игрок): Сергей Лазарев (26), Михаил Лещинский (21) — Игорь Бондаренко 23; 1), Василий Першин (26; 0), Виталий Савлук (25; 0), Юрий Третьяков (25; 0), Виктор Шакалин (26; 2), Виталий Ануфриенко (25; 14), Юрий Лахонин (25; 2), Юрий Першин (17; 1), Владимир Сергеев (21; 1), Евгений Стрижов (19; 1), Евгений Фирсов (19; 2), Юрий Иванов (26; 4), Сергей Ломанов-ст. (13; 23), Владимир Митрюшкин (26; 11), Андрей Пашкин (26; 37), Валерий Савин (24; 17). В составе команды также выступали вратарь Андрей Лобачёв (2), Александр Лопатин (9; 0), Андрей Сизов (5; 0).
2. «Зоркий» (Красногорск) (19 игроков): Павел Алексеев (9), Александр Теняков (26) — Владимир Баранов (25; 0), Николай Горелов (22; 0), Михаил Курыгин (23; 0), Александр Епифанов (22; 2), Леонид Лобачёв (19; 4), Сергей Матюшичев (23; 4), Вячеслав Панёв (22; 2), Николай Соловьёв (24; 5), Ирик Фасхутдинов (24; 5), Александр Шишкин (21; 3), Александр Ермолаев (25; 15), Александр Караблин (26; 29), Михаил Климов (21; 10), Олег Корпалёв (25; 29), Игорь Соберзянов (15; 8). В составе команды также выступали Олег Мазия (9; 0), Юрий Петров (1; 0).
3. СКА (Хабаровск) (18 игроков): Сергей Бурдюхов (25), Владимир Огнев (23) — Александр Волков (23; 0), Сергей Тисленко (23; 0), Сергей Янина (23; 1), Виктор Ковалёв (24; 16), Александр Леонов (24; 1), Александр Першин (25; 10), Игорь Прахт (20; 0), Вячеслав Саломатов (25; 0), Юрий Тишин (25; 2), Евгений Березовский (25; 23), Сергей Данилов (23; 0), Николай Паздников (21; 18), Юрий Сухарев (20; 0), Валерий Чухлов (22; 34). В составе команды также выступали Юрий Горностаев (11; 0), Александр Крайнов (10; 0).
4. «Динамо» (Москва) (19 игроков): Сергей Ляхов (24; −50), Валерий Сипчин (8; −5), Геннадий Шишков (5; −14) — Валерий Бочков (26; 7), Александр Дудин (14; 1), Андрей Ефремов (25; 2), Сергей Зимин (24; 0), Сергей Корнеев (18; 3), Андрей Кукушкин (26; 20), Юрий Кучин (20; 4), Виктор Митрофанов (23; 1), Андрей Нуждинов (25; 0), Владимир Плавунов (26; 7), Максим Потешкин (18; 0), Николай Семёнычев (24; 0), Николай Усольцев (26; 15), Владимир Харев (21; 0), Александр Цыганов (25; 24). В составе команды также выступал Валерий Грачёв (1; 0).
5. «Волга» (Ульяновск) (19 игроков): Андрей Грехов (9), Алексей Лукин (13), Олег Шубин (26) − Николай Афанасенко (22; 44), Виктор Афанасьев (24; 0), Евгений Землянов (26; 5), Владимир Иванов (8; 0), Сергей Ключников (24; 4), Владимир Коваль (25; 1), Владимир Кузьмин (26; 13), Виктор Ляшко (26; 1), Владимир Медведский (26; 6), Олег Минаев (21; 0), Сергей Наумов (22; 5), Александр Некрасов (21; 0), Вячеслав Платонов (26; 0), Владимир Терехов (26; 2), Раип Фасхутдинов (24; 0), Рамис Хабибуллин (17; 2).
6. «Строитель» (Сыктывкар) (21 игрок): Виктор Гамаюнов (21), Сергей Морозов (16), Игорь Гавин (5)  — Эдуард Бай (24; 7), Сергей Белоусов (25; 2), Игорь Глубоков (20; 6), Алексей Другов (21; 5), Михаил Канов, Михаил Кинев (26; 0), Сергей Конаков (3; 0), Владимир Коровин (19; 0), Александр Мальцев (8; 0), Владимир Марков (24; 11), Александр Михайлов (5; 0), Борис Норкин (26; 13), Валерий Осипов (25; 7), Андрей Палев (26; 1), Андрей Панин (26; 14), Александр Пасынков (26; 5), Павел Франц (3, 0), Лев Холопов (25; 2).
7. «Старт» (Нижний Новгород) (21 игрок): Николай Домненков (26), Александр Кадышев (20) — Сергей Гладких (24; 3), Евгений Горячев (23; 3), Алексей Дьяков (26; 31), Юрий Игнатьев (24; 8), Геннадий Ионов (26; 1), Роберт Киселёв (8; 0), Сергей Кондрашов (26; 25), Вячеслав Крыгин (26; 3), Сергей Логинов (1; 0), Андрей Локушин (3; 0), Сергей Максименко (26; 48), Владимир Нючев (25; 1), Владимир Попцов (2; 0), Виктор Пугачёв (23; 2),  Александр Рычагов (22; 1), Владимир Салеев (25; 8), Шамиль Сафиулин (1; 0), Олег Хованский (17; 0), Олег Шестеров (22; 0).
8. СКА (Свердловск) (22 игрока): Сергей Макогонов (15), Владислав Нужный (23) — Тимофей Андреев (25; 1), Александр Артемьев (18; 1), Сергей Бутаков (22; 10), Леонид Вострецов (24; 8), Сергей Евдокимов (18; 1), Олег Ерастов (24; 3), Леонид Жаров (26; 26), Сергей Ин-Фа-Лин (22; 2), Игорь Князев (24; 0), Сергей Пискунов (26; 16), Олег Полев (23; 0), Владислав Самородов (24; 0), Александр Сивков (26; 28), Сергей Топычканов (24; 1), Валерий Эйхвальд (26; 17). В команде также выступали Александр Добрых (11; 1), Александр Ларионов (7; 0), Андрей Савосин (11; 0) и вратари Андрей Грехов (3) и Валерий Попков (10).
9. «Динамо» (Алма-Ата) (18 игроков): Александр Лапотко (21), Аркадий Ляпин (13) — Юрий Алексеев (25; 12), Вячеслав Горчаков (23; 13), Александр Ионкин (24; 10), Юрий Кулишев (1; 0), Владимир Набер (25; 3), Алексей Никишов (26; 4), Сакен Нугманов (14; 0), Александр Осокин (19; 1), Юрий Почкунов (21; 0), Валерий Привалов (26; 22), Василий Сердюк (14; 3), Сергей Смольников (26; 7), Валерий Сухоруков (19; 1), Игорь Фаттахов (25; 1), Юрий Чурсин (26; 0), Николай Шмик (21; 0).
10. «Вымпел» (Калининград Московской области) (18 игроков): Владимир Болденко (18), Алексей Кичигин (23) − Сергей Виноградов (26; 3), Юрий Волоснов (19; 0), Михаил Вороцков (26; 0), Михаил Жигулин (21; 0), Михаил Калинин (24; 0), Геннадий Любченко (25; 6), Сергей Митин (26; 3), Расик Мухаметзянов (25; 0), Сергей Назарчук (26; 9), Алексей Оськин (25; 0), Сергей Першин (20; 0), Анатолий Попов (26; 28), Владимир Солдатов (20; 2), Валентин Челноков (26; 32). В команде также выступали Сергей Гуторов (9; 0) и Алексей Ерошин (10; 0).
11. «Юность» (Омск) (20 игроков): Юрий Карнаухов (15), Александр Мальцев (14), Сергей Речкин (11) − Сергей Аксёнов (22; 0), Дамиар Байталипов (25; 8), Сергей Батманов (23; 1), Виктор Екимов (23; 0), Владимир Зенков (25; 9), Александр Кармацких (15; 2), Андрей Кобелев (26; 16), Владимир Костюк (23; 0), Игорь Листопад (21; 10), Виктор Мирошниченко (18; 3), Юрий Самсонов (25; 0), Владимир Созинов (25; 0), Иван Угрюмов (6; 1), Сергей Удод (17; 10), Юрий Ухов (23; 7), Валерий Хлопин (24; 1), Михаил Черномазов (24; 0).
12. «Уральский трубник» (Первоуральск) (20 игроков): Сергей Карнаухов (21), Сергей Сотин (7), Владимир Чермных (23) − Александр Бабкин (26; 7), Евгений Великанов (23; 13), Станислав Вяткин (4; 0), Александр Дубов (24; 2), Александр Зверев (20 ;0), Владимир Киндсфатер (23; 0), Юрий Комнацкий (19; 0), Станислав Краевский (10; 0), Олег Ларионов (24; 10), Станислав Маркин (24; 0), Владимир Матвеев (24; 0), Алексей Разуваев (26; 14), Дмитрий Репях (26; 26), Андрей Рябков (21; 1), Сергей Титлин (25; 5), Юрий Трофимов (25; 4), Евгений Федотов (22 ;0).
13. «Кузбасс» (Кемерово) (17 игроков): Александр Господчиков (23), Николай Никонов (?)— Евгений Агуреев (26; 34), Владимир Алексеев (25; 0), Сергей Вернов (?; 0), Вадим Господчиков (23; 0), Вадим Гришпун (22; 2), Вадим Давыдов (26; 11), Вячеслав Девянин (26; 0), Олег Захаров (25; 3), Сергей Кухтинов (26; 9), Сергей Лихачёв (25; 10), Сергей Мяус (25; 2), Юрий Никитин (25 ;9), Валерий Тараканов (22; 0), Александр Хрисоненко (17; 2), Сергей Шаповалов (?; 0).
14. «Родина» (Киров) (22 игрока): Николай Зыкин (8), Игорь Лопухин (8), Геннадий Михеев − Сергей Агалаков (26;19), Александр Белозёров, Николай Вахрушев (24; 5), Олег Вшивцев, Олег Казаковцев (15; 0), Владимир Калачак, Сергей Кислицин (26;4), Андрей Колодкин (19; 0), Владимир Кузьмин, Владимир Куимов (24; 2), Валерий Куковякин (21; 10), Виктор Перевозчиков, Владимир Пунгин (25; 0), Александр Раков (?; 9), Владимир Стариков (18; 7), Олег Филимонов (?, 4), Сергей Александрович Фоминых (26; 15), Олег Чуркин, Сергей Шемякин.

Лучший бомбардир — Сергей Максименко, «Старт» (Горький) — 48 мячей.
По итогам сезона определён список 22 лучших игроков.

## Первая группа класса «А»
Соревнования прошли с 24 ноября 1984 по 10 марта 1985 года. На предварительном этапе 32 команды, разбитые на пять подгрупп, оспаривали по две путёвки от каждой подгруппы в финальную часть.

### Первая подгруппа
| М | Команда                     | 1                | 2                | 3                | 4                | 5               | 6                | В  | Н | П  | Мячи            | О  |
| - | --------------------------- | ---------------- | ---------------- | ---------------- | ---------------- | --------------- | ---------------- | -- | - | -- | --------------- | -- |
| 1 | «Североникель» (Мончегорск) |                  | 4:3 6:0 3:1 1:4  | 10:3 0:3 7:3 5:1 | 4:0 7:4 6:3 11:5 | 5:3 5:1 3:3 3:3 | 10:0 6:4 3:3 8:4 | 15 | 3 | 2  | 107 — 51 = + 56 | 33 |
| 2 | «Водник» (Архангельск)      | 1:3 4:1 3:4 0:6  |                  | 4:1 5:3 5:3 5:7  | 4:2 5:2 1:2 10:2 | 8:3 8:4 5:4 3:3 | 8:0 5:4 13:3 7:0 | 14 | 1 | 5  | 104 — 57 = + 47 | 29 |
| 3 | «Красная заря» (Ленинград)  | 3:7 1:5 3:10 3:0 | 3:5 7:5 1:4 3:5  |                  | 3:1 5:4 2:4 3:4  | 2:2 5:4 4:2 2:2 | 2:0 4:3 3:2 3:4  | 9  | 2 | 9  | 62 — 73 = — 11  | 20 |
| 4 | «Двина» (Новодвинск)        | 3:6 5:11 0:4 4:7 | 2:1 2:10 2:4 2:5 | 4:2 4:3 1:3 4:5  |                  | 2:3 4:3 2:2 5:2 | 11:2 5:2 6:2 7:4 | 9  | 1 | 10 | 75 — 81 = — 6   | 19 |
| 5 | «Фили» (Москва)             | 3:3 3:3 3:5 1:5  | 4:5 3:3 3:8 4:8  | 2:4 2:2 2:2 4:5  | 2:2 2:5 3:2 3:4  |                 | 7:3 4:1 3:1 2:0  | 5  | 6 | 9  | 60 — 71 = — 11  | 16 |
| 6 | «Север» (Северодвинск)      | 3:3 4:8 0:10 4:6 | 3:13 0:7 0:8 4:5 | 2:3 4:3 0:2 3:4  | 2:6 4:7 2:11 2:5 | 1:3 0:2 3:7 1:4 |                  | 1  | 1 | 18 | 42 — 117 = — 75 | 3  |

Таблица составлена по Энциклопедии «Хоккей с мячом», Москва, изд. Новые Технологии, 2009 год; авторы Соснин В. И, Щеглов М. И. и Юрин В. Л. ISBN 978-5-86541025-6.

### Вторая подгруппа
| М | Команда                     | 1               | 2                | 3                | 4               | 5                | 6               | В  | Н | П  | Мячи                             | О  |
| - | --------------------------- | --------------- | ---------------- | ---------------- | --------------- | ---------------- | --------------- | -- | - | -- | -------------------------------- | -- |
| 1 | «Геолог» (Уральск)          |                 | 4:2 2:0 4:3 2:5  | 9:1 5:3 2:6 4:5  | 3:0 5:3 2:4 2:2 | 6:2 5:1 2:1 3:6  | 8:2 5:0 0:2 1:1 | 12 | 2 | 6  | 74 — 49 = + 25 (74 — 48 = + 26)  | 26 |
| 2 | «Ракета» (Казань)           | 3:4 5:2 2:4 0:2 |                  | 10:1 5:2 4:6 3:1 | 6:1 9:3 4:7 8:2 | 4:2 10:3 4:2 3:5 | 7:3 9:0 3:1 1:4 | 13 | 0 | 7  | 100 — 55 = + 55 (99 — 55 = + 54) | 26 |
| 3 | «Ока» (Навашино)            | 6:2 5:4 1:9 3:5 | 6:4 1:3 1:10 2:5 |                  | 7:5 7:2 3:3 2:5 | 4:4 2:1 6:3 7:4  | 9:3 6:3 5:3 4:3 | 12 | 2 | 6  | 87 — 81 = + 6                    | 26 |
| 4 | «Нефтяник» (Новокуйбышевск) | 4:2 2:2 0:3 3:5 | 7:4 2:8 1:6 3:9  | 3:3 5:2 5:7 2:7  |                 | 6:2 2:2 2:3 1:1  | 6:2 6:3 3:2 4:4 | 7  | 5 | 8  | 67 — 77 = — 10                   | 19 |
| 5 | «Универсал» (Саратов)       | 1:2 6:3 2:6 1:5 | 2:4 5:3 2:4 3:10 | 3:6 4:7 4:4 1:2  | 3:2 1:1 2:6 2:2 |                  | 2:1 7:0 2:7 1:3 | 5  | 3 | 12 | 54 — 78 = — 24                   | 13 |
| 6 | «Локомотив» (Оренбург)      | 2:0 1:1 2:8 0:5 | 1:3 4:1 3:7 0:9  | 3:5 3:4 3:9 3:6  | 2:3 4:4 2:6 3:6 | 7:2 3:1 1:2 0:7  |                 | 4  | 2 | 14 | 47 — 89 = — 42                   | 10 |

Таблица составлена по Энциклопедии «Хоккей с мячом», Москва, изд. Новые Технологии, 2009 год; авторы Соснин В. И, Щеглов М. И. и Юрин В. Л. ISBN 978-5-86541025-6. Результаты матчей «Геолог» (Уральск) − «Ракета» (Казань) требуют уточнения (в каком-то из этих матчей «Ракете» записан один лишний мяч). Эти матчи выделены курсивом. В скобках приведены данные по разнице забитых и пропущенных мячей из энциклопедии, а без скобок данные, полученные при суммировании ячеек.

### Третья подгруппа
| М | Команда                      | 1               | 2                | 3               | 4                | 5                | 6                | 7                | В  | Н | П  | Мячи            | О  |
| - | ---------------------------- | --------------- | ---------------- | --------------- | ---------------- | ---------------- | ---------------- | ---------------- | -- | - | -- | --------------- | -- |
| 1 | «Маяк» (Краснотурьинск)      |                 | 7:3 3:4 3:9 2:1  | 8:3 7:3 2:2 0:0 | 6:1 1:1 5:3 1:8  | 5:4 4:0 4:2 4:5  | 8:2 8:1 3:6 4:5  | 4:3 3:1 6:2 2:1  | 15 | 3 | 6  | 100 — 70 = + 30 | 33 |
| 2 | «Уралхиммаш» (Свердловск)    | 9:3 1:2 3:7 4:3 |                  | 7:5 7:2 4:4 7:8 | 6:4 8:3 5:5 3:4  | 6:4 6:2 0:0 0:1  | 4:2 7:1 8:8 1:1  | 11:4 4:2 1:2 2:5 | 12 | 5 | 7  | 114 — 82 = + 32 | 29 |
| 3 | «Кировец» (Уфа)              | 2:2 0:0 3:8 3:7 | 4:4 8:7 5:7 2:7  |                 | 8:2 9:6 4:4 2:7  | 5:2 2:0 2:6 2:5  | 8:3 5:4 3:4 1:3  | 4:2 5:7 9:6 9:4  | 10 | 4 | 10 | 105 — 107 = — 2 | 24 |
| 4 | «Прогресс» (Киров)           | 3:5 8:1 1:1 1:6 | 5:5 4:3 4:6 3:8  | 4:4 7:2 2:8 6:9 |                  | 7:2 7:3 1:6 3:5  | 12:2 4:5 1:2 5:5 | 5:3 8:4 4:3 2:2  | 9  | 5 | 10 | 107 — 100 = + 7 | 23 |
| 5 | «Никельщик» (Верхний Уфалей) | 2:4 5:4 4:5 0:4 | 0:0 1:0 4:6 2:6  | 6:2 5:2 2:5 0:2 | 6:1 5:3 2:7 3:7  |                  | 4:1 7:1 1:6 3:3  | 4:3 7:0 2:3 2:10 | 10 | 2 | 12 | 77 — 85 = — 8   | 22 |
| 6 | «Знамя» (Воткинск)           | 6:3 5:4 2:8 1:8 | 8:8 1:1 2:4 1:7  | 4:3 3:1 3:8 4:5 | 2:1 5:5 2:12 5:4 | 6:1 3:3 1:4 1:7  |                  | 3:3 7:2 5:7 4:4  | 8  | 6 | 10 | 84 — 113 = — 29 | 22 |
| 7 | «Хромпик» (Первоуральск)     | 2:6 1:2 3:4 1:3 | 2:1 5:2 4:11 2:4 | 6:9 4:9 2:4 7:5 | 3:4 2:2 3:5 4:8  | 3:2 10:2 3:4 0:7 | 7:5 4:4 3:3 2:7  |                  | 6  | 3 | 15 | 83 — 113 = — 30 | 15 |

Таблица составлена по Энциклопедии «Хоккей с мячом», Москва, изд. Новые Технологии, 2009 год; авторы Соснин В. И, Щеглов М. И. и Юрин В. Л. ISBN 978-5-86541025-6.

### Четвёртая подгруппа
| М | Команда                    | 1                | 2                | 3               | 4               | 5                | 6                | В  | Н | П  | Мячи            | О  |
| - | -------------------------- | ---------------- | ---------------- | --------------- | --------------- | ---------------- | ---------------- | -- | - | -- | --------------- | -- |
| 1 | «Сибсельмаш» (Новосибирск) |                  | 6:1 4:4 3:10 1:2 | 5:2 8:5 4:1 4:5 | 6:2 6:1 5:3 9:3 | 8:0 8:2 7:0 8:2  | 9:1 12:0 4:4 6:1 | 15 | 2 | 5  | 123 — 49 = + 74 | 32 |
| 2 | «Саяны» (Абакан)           | 10:3 2:1 1:6 4:4 |                  | 6:1 9:2 0:3 1:0 | 5:1 6:1 2:1 1:8 | 10:0 5:2 7:2 1:2 | 9:2 11:2 9:1 6:1 | 15 | 1 | 4  | 105 — 43 = + 62 | 31 |
| 3 | «Юность» (Шелехов)         | 1:4 5:4 2:5 5:8  | 3:0 0:1 1:6 2:9  |                 | 5:3 7:3 2:2 2:4 | 6:2 8:2 3:5 2:1  | 6:1 7:2 4:2 3:1  | 11 | 1 | 8  | 74 — 65 = + 9   | 23 |
| 4 | «Заря» (Новосибирск)       | 3:5 3:9 2:6 1:6  | 1:2 8:1 1:5 1:6  | 2:2 4:2 3:5 3:7 |                 | 7:3 1:2 5:4 5:6  | 3:2 4:2 0:3 2:3  | 6  | 1 | 13 | 59 — 81 = — 22  | 13 |
| 5 | «Кировец» (Кемерово)       | 0:7 2:8 0:8 2:8  | 2:7 2:1 0:10 2:5 | 5:3 1:2 2:6 2:8 | 4:5 6:5 3:7 2:1 |                  | 6:1 3:3 4:3 1:3  | 6  | 1 | 13 | 49 — 101 = — 52 | 13 |
| 6 | «Восход» (Новоалтайск)     | 4:4 1:6 1:9 0:12 | 1:9 1:6 2:9 2:11 | 2:4 1:3 1:6 2:7 | 3:0 3:2 2:3 2:4 | 3:4 3:1 1:6 3:3  |                  | 3  | 2 | 15 | 38 — 109 = — 71 | 8  |

Таблица составлена по Энциклопедии «Хоккей с мячом», Москва, изд. Новые Технологии, 2009 год; авторы Соснин В. И, Щеглов М. И. и Юрин В. Л. ISBN 978-5-86541025-6.

### Пятая подгруппа
| М | Команда                        | 1                  | 2                  | 3                 | 4                 | 5                 | 6                  | 7                  | В  | Н | П  | Мячи             | О  |
| - | ------------------------------ | ------------------ | ------------------ | ----------------- | ----------------- | ----------------- | ------------------ | ------------------ | -- | - | -- | ---------------- | -- |
| 1 | «Локомотив» (Иркутск)          |                    | 7:3 7:3 4:3 2:4    | 3:3 8:0 5:1 4:1   | 9:1 13:2 9:3 4:4  | 5:0 5:4 5:3 3:1   | 25:0 18:0 7:2 14:0 | 19:0 14:1 18:0 8:3 | 21 | 2 | 1  | 216 — 42 = + 174 | 44 |
| 2 | «Смена» (Комсомольск-на-Амуре) | 3:4 4:2 3:7 3:7    |                    | 6:4 12:4 3:5 6:2  | 7:1 11:1 6:7 10:2 | 11:3 9:4 2:4 10:6 | 9:4 10:6 5:1 11:2  | 18:4 13:3 13:0 9:1 | 18 | 0 | 6  | 194 — 84 = + 110 | 36 |
| 3 | «Дальсельмаш» (Биробиджан)     | 1:5 1:4 3:3 0:8    | 5:3 2:6 4:6 4:12   |                   | 3:0 5:2 2:1 4:4   | 6:0 5:4 10:1 11:1 | 16:1 7:0 1:2 8:1   | 20:1 22:1 9:0 9:1  | 15 | 2 | 7  | 158 — 67 = + 91  | 32 |
| 4 | «Локомотив» (Уссурийск)        | 3:9 4:4 1:9 2:13   | 7:6 2:10 1:7 1:11  | 1:2 4:4 0:3 2:5   |                   | 5:5 3:3 6:11 3:10 | 12:2 12:4 8:3 6:3  | +:- +:- 9:2 5:3    | 9  | 4 | 11 | 97 — 129 = — 32  | 22 |
| 5 | «Восток» (Арсеньев)            | 3:5 1:3 0:5 4:5    | 4:2 6:10 3:11 4:9  | 1:10 1:11 0:6 4:5 | 11:6 10:3 5:5 3:3 |                   | 7:2 10:2 11:2 5:1  | 9:0 17:1 3:4 3:3   | 9  | 3 | 12 | 125 — 114 = + 11 | 21 |
| 6 | «Локомотив» (Магдагачи)        | 2:7 0:14 0:25 0:18 | 1:5 2:11 4:9 6:10  | 2:1 1:8 1:16 0:7  | 3:8 3:6 2:12 4:12 | 2:11 1:5 2:7 2:10 |                    | 5:4 8:3 3:1 5:1    | 5  | 0 | 19 | 59 — 211 = — 152 | 10 |
| 7 | «Политехник» (Чита)            | 0:18 3:8 0:19 1:14 | 0:13 1:9 4:18 3:13 | 0:9 1:9 1:20 1:22 | 2:9 3:5 -:+ -:+   | 4:3 3:3 0:9 1:17  | 1:3 1:5 4:5 3:8    |                    | 1  | 1 | 22 | 37 — 239 = — 202 | 3  |

Таблица составлена по энциклопедии «Хоккей с мячом», Москва, изд. Новые Технологии, 2009 год; авторы Соснин В. И, Щеглов М. И. и Юрин В. Л. ISBN 978-5-86541025-6.

### Полуфинальный этап
Первая подгруппа (Иркутск).
| М | Команда                     | 1   | 2   | 3    | 4   | 5    | В | Н | П | Мячи          | О |
| - | --------------------------- | --- | --- | ---- | --- | ---- | - | - | - | ------------- | - |
| 1 | «Локомотив» (Иркутск)       |     | 9:3 | 3:3  | 3:2 | 3:0  | 3 | 1 | 0 | 18 — 8 = + 10 | 7 |
| 2 | «Водник» (Архангельск)      | 3:9 |     | 4:1  | 2:1 | 8:2  | 3 | 0 | 1 | 17 — 13 = + 4 | 6 |
| 3 | «Североникель» (Мончегорск) | 3:3 | 1:4 |      | 6:1 | 11:0 | 2 | 1 | 1 | 21 — 8 = + 13 | 5 |
| 4 | «Уралхиммаш» (Свердловск)   | 2:3 | 1:2 | 1:6  |     | 5:0  | 1 | 0 | 3 | 9 — 11 = — 2  | 2 |
| 5 | «Ракета» (Казань)           | 0:3 | 2:8 | 0:11 | 0:5 |      | 0 | 0 | 4 | 2 — 27 = — 25 | 0 |

Вторая подгруппа (Абакан, Черногорск).
| М | Команда                        | 1   | 2   | 3   | 4   | 5   | В | Н | П | Мячи          | О |
| - | ------------------------------ | --- | --- | --- | --- | --- | - | - | - | ------------- | - |
| 1 | «Саяны» (Абакан)               |     | 4:3 | 4:4 | 8:0 | 4:1 | 3 | 1 | 0 | 20 — 8 = + 12 | 7 |
| 2 | «Сибсельмаш» (Новосибирск)     | 3:4 |     | 7:3 | 7:1 | 6:0 | 3 | 0 | 1 | 23 — 8 = + 15 | 6 |
| 3 | «Маяк» (Краснотурьинск)        | 4:4 | 3:7 |     | 2:1 | 5:3 | 2 | 1 | 1 | 14 — 15 = — 1 | 5 |
| 4 | «Смена» (Комсомольск-на-Амуре) | 0:8 | 1:7 | 1:2 |     | 7:1 | 1 | 0 | 3 | 9 — 18 = — 9  | 2 |
| 5 | «Геолог» (Уральск)             | 1:4 | 0:6 | 3:5 | 1:7 |     | 0 | 0 | 4 | 5 — 22 = — 17 | 0 |

### Финал
Состоялся в Абакане.
| М | Команда                    | 1    | 2    | 3    | 4   | В | Н | П | Мячи          | О |
| - | -------------------------- | ---- | ---- | ---- | --- | - | - | - | ------------- | - |
| 1 | «Саяны» (Абакан)           |      | 4:0  | 4:3* | 7:2 | 3 | 0 | 0 | 15 — 5 = + 10 | 6 |
| 2 | «Локомотив» (Иркутск)      | 0:4  |      | 4:3  | 9:3 | 2 | 0 | 1 | 13 — 10 = + 3 | 4 |
| 3 | «Сибсельмаш» (Новосибирск) | 3:4* | 3:4  |      | 6:3 | 1 | 0 | 2 | 12 — 11 = + 1 | 2 |
| 4 | «Водник» (Архангельск)     | 2:7  | 3:9* | 3:6  |     | 0 | 0 | 3 | 8 — 22 = — 14 | 0 |

- Матчи состоялись в рамках полуфинальных турниров.

1. «Саяны» (Абакан) (18 игроков): Сергей Шилов, Виктор Казанов − Андрей Калинин (14), Виктор Лабун (8), Виктор Менжуренко (23), Григорий Швецов (10), Михаил Быков (3), Владимир Ульянов (22), Владимир Савин (7), Евгений Баженов, А. Грезнёв, Игорь Савлук, Александр Маркирьев, Андрей Галеев (38), Б. Глинберг (3), Евгений Ерахтин (1), П. Долгушин, Николай Ельчанинов (5), Игорь Колесников, Виталий Коротченко (2), Алексей Литовкин, П. Асочаков, В. Солодухин, Максим Легаев. Главный тренер В. А. Лазицкий.
2. «Локомотив» (Иркутск) (19 игроков): Сергей Лазарев, Валерий Мемма − Виктор Девятых (4), Василий Донских (1), Александр Клементьев (38), Михаил Никитин (12), Сергей Семёнов (23), Сергей Черняев (4), С. Шамсутдинов (38), Михаил Швецов (15), Игорь Волгунцев, Владимир Петров (13), Сергей Политов (3), Олег Иванищев, Виктор Шаров (75), Сергей Шукан (4), Игорь Тихончук (8), Вадим Семёнов. Главный тренер В. А. Колесников

- Право выступать в высшей лиге завоевали «Саяны» (Абакан) и «Локомотив» (Иркутск).

## Вторая группа класса «А»
Соревнования прошли с 8 декабря 1984 по 3 марта 1985 года. На предварительном этапе 36 команд, разбитые на семь групп, определили победителей. В 5 и 6 группах команды играли в 4 круга с разъездами, в остальных − в один круг в одном городе. В финальном турнире участвовали победители групп, которые определили победителя второй группы класса «А» и обладателя путёвки в первую группу.
- Первая зона. (Свирск), Иркутская область. Победитель «Энергия» (Свирск).
- Вторая зона. (Омск). Победитель «Луч» (Омск).
- Третья зона. (Березники), Пермская область. Победитель «Труд» (Обухово).
- Четвёртая зона. (Дзержинск), Горьковская область. Победитель «Уран» (Дзержинск).
- Пятая зона. Победитель «Труд» (Куйбышев).
- Шестая зона. Победитель «Дизельаппаратура» (Ярославль).
- Седьмая зона. (Орша), Белорусская ССР. Победитель «Красное знамя» (Орша).

### Финальный турнир второй группы класса «А»
В финальном турнире участвовали победители групп. Вместо отказавшегося от участия «Красного знамени» в состав участников был включён «Машиностроитель» (Карпинск). Заключительный этап соревнований состоялся в Омске.
Группа «А»
| М | Команда                        | 1   | 2   | 3   | В | Н | П | Мячи         | О |
| - | ------------------------------ | --- | --- | --- | - | - | - | ------------ | - |
| 1 | «Луч» (Омск)                   |     | 6:4 | 5:2 | 2 | 0 | 0 | 11 — 6 = + 5 | 4 |
| 2 | «Энергия» (Свирск)             | 4:6 |     | 7:1 | 1 | 0 | 1 | 11 — 7 = + 4 | 2 |
| 3 | «Дизельаппаратура» (Ярославль) | 2:5 | 1:7 |     | 0 | 0 | 2 | 3 — 12 = — 9 | 0 |

Группа «Б»
| М | Команда                      | 1    | 2    | 3   | 4    | В | Н | П | Мячи          | О |
| - | ---------------------------- | ---- | ---- | --- | ---- | - | - | - | ------------- | - |
| 1 | «Машиностроитель» (Карпинск) |      | 6:2  | 2:2 | 14:3 | 2 | 1 | 0 | 22 — 7 = + 15 | 5 |
| 2 | «Труд» (Куйбышев)            | 2:6  |      | 3:2 | 13:1 | 2 | 0 | 1 | 18 — 9 = + 9  | 4 |
| 3 | «Труд» (Обухово)             | 2:2  | 2:3  |     | 8:1  | 1 | 1 | 1 | 12 — 6 = + 6  | 3 |
| 4 | «Уран» (Дзержинск)           | 3:14 | 1:13 | 1:8 |      | 0 | 0 | 3 | 5 — 35 = — 30 | 0 |

За 1-4 места
| М | Команда                      | 1    | 2    | 3    | 4    | В | Н | П | Мячи         | О |
| - | ---------------------------- | ---- | ---- | ---- | ---- | - | - | - | ------------ | - |
| 1 | «Луч» (Омск)                 |      | 2:1  | 2:1  | 6:4* | 3 | 0 | 0 | 10 — 6 = + 4 | 6 |
| 2 | «Машиностроитель» (Карпинск) | 1:2  |      | 6:2* | 4:3  | 2 | 0 | 1 | 11 — 7 = + 4 | 4 |
| 3 | «Труд» (Куйбышев)            | 1:2  | 2:6* |      | 3:2  | 1 | 0 | 2 | 6 — 10 = — 4 | 2 |
| 4 | «Энергия» (Свирск)           | 4:6* | 3:4  | 2:3  |      | 0 | 0 | 3 | 9 — 13 = — 4 | 0 |

- Матчи состоялись в рамках предварительных турниров.

За 5-7 места
| М | Команда                        | 5    | 6   | 7    | В | Н | П | Мячи          | О |
| - | ------------------------------ | ---- | --- | ---- | - | - | - | ------------- | - |
| 5 | «Труд» (Обухово)               |      | 5:2 | 8:1* | 2 | 0 | 0 | 13 — 3 = + 10 | 4 |
| 6 | «Дизельаппаратура» (Ярославль) | 2:5  |     | 5:3  | 1 | 0 | 1 | 7 — 8 = — 1   | 2 |
| 7 | «Уран» (Дзержинск)             | 1:8* | 3:5 |      | 0 | 0 | 2 | 4 — 13 = — 9  | 0 |

- Матчи состоялись в рамках предварительных турниров.

- «Луч» (Омск): Р. Мирхайдаров, С. Басов, А. Романов — М. Амзин (3), Г. Ахмутдинов (1), С. Болдырев (3), А. Ждан (1), И. Ковалёв, А. Кузнецов, Николай Навалихин (5), Ю. Савченко (3), А. Ядришников (19), В. Лазовой, В. Ермилов, Р. Абдулин (3), Р. Баширов, В. Киселёв (1), И. Подкорытов, В. Савченко, И. Угрюмов (4), Л. Чернов. Главный тренер — А. Н. Лысенко. В скобках − забитые мячи.

Право выступать в первой группе класса «А» завоевала «Луч» (Омск), однако впоследствии эта команда отказалась от повышения в классе. Решением Федерации хоккея с мячом РСФСР места в первой лиге получили «Машиностроитель» (Карпинск) и «Труд» (Куйбышев).